# Jaguar Mark VIII
Jaguar Mark VIII er en luksus 4-dørs bil, der blev produceret af Jaguar i Coventry fra 1956 til 1958. Den blev præsenteret ved London Motor Show. i 1956.